# Regierung Gorton I
Die Regierung Gorton I regierte Australien vom 10. Januar 1968 bis zum 28. Februar 1968. Es handelte sich um eine Koalitionsregierung der Liberal Party (LP) und der Country Party (CP).
Premierminister Harold Holt verschwand am 17. Dezember 1967 beim Schwimmen im Meer vor der Küste von Victoria. Premierminister einer Übergangsregierung wurde der stellvertretende Premierminister John McEwen von der Country Party. Die Liberal Party wählte den Minister für Bildung und Wissenschaft, John Gorton, zu ihrem neuen Vorsitzenden, der dann auch das Amt des Premierminister übernahm. Gorton, der Mitglied des Senats war, trat am 1. Februar 1968 zurück und wurde am 24. Februar bei einer Nachwahl ins Repräsentantenhaus gewählt. Er führte auch die nachfolgende LP-CP-Regierung.

## Ministerliste
| Kabinett                                                                 | Kabinett         | Kabinett | Kabinett                           | Kabinett |
| Amt                                                                      | Minister         | Partei   | Amtszeit                           | Bild     |
| ------------------------------------------------------------------------ | ---------------- | -------- | ---------------------------------- | -------- |
| Premierminister                                                          | John Gorton      | LP       | 10. Januar 1968 – 28. Februar 1968 |          |
| Minister für Bildung und Wissenschaft                                    | John Gorton      | LP       | 10. Januar 1968 – 28. Februar 1968 |          |
| Minister für Handel und Industrie und stellvertretender Premierminister  | John McEwen      | CP       | 10. Januar 1968 – 28. Februar 1968 |          |
| Schatzminister                                                           | William McMahon  | LP       | 10. Januar 1968 – 28. Februar 1968 |          |
| Außenminister                                                            | Paul Hasluck     | LP       | 10. Januar 1968 – 28. Februar 1968 |          |
| Verteidigungsminister                                                    | Allen Fairhall   | LP       | 10. Januar 1968 – 28. Februar 1968 |          |
| Minister für die Grundstoffindustrie                                     | Doug Anthony     | CP       | 10. Januar 1968 – 28. Februar 1968 |          |
| Generalpostmeister                                                       | Alan Hulme       | LP       | 10. Januar 1968 – 28. Februar 1968 |          |
| Vizepräsident des Executive Council                                      | Alan Hulme       | LP       | 10. Januar 1968 – 28. Februar 1968 |          |
| Minister für nationale Entwicklung                                       | David Fairbairn  | LP       | 10. Januar 1968 – 28. Februar 1968 |          |
| Minister für Versorgung                                                  | Denham Henty     | LP       | 10. Januar 1968 – 28. Februar 1968 |          |
| Minister für Arbeit und Wehrpflicht                                      | Les Bury         | LP       | 10. Januar 1968 – 28. Februar 1968 |          |
| Sozialminister                                                           | Ian Sinclair     | CP       | 10. Januar 1968 – 28. Februar 1968 |          |
| Assistant Minister für Handel und Industrie                              | Ian Sinclair     | CP       | 10. Januar 1968 – 28. Februar 1968 |          |
|                                                                          |                  |          |                                    |          |
| Juniorminister                                                           |                  |          |                                    |          |
| Minister für Schifffahrt und Verkehr                                     | Gordon Freeth    | LP       | 10. Januar 1968 – 28. Februar 1968 |          |
| Minister für Territorien                                                 | Charles Barnes   | CP       | 10. Januar 1968 – 28. Februar 1968 |          |
| Minister für die Luftfahrt                                               | Reginald Swartz  | LP       | 10. Januar 1968 – 28. Februar 1968 |          |
| Minister für Einwanderung                                                | Billy Snedden    | LP       | 10. Januar 1968 – 28. Februar 1968 |          |
| Gesundheitsminister                                                      | Jim Forbes       | LP       | 10. Januar 1968 – 28. Februar 1968 |          |
| Minister für die Luftwaffe                                               | Peter Howson     | LP       | 10. Januar 1968 – 28. Februar 1968 |          |
| Minister für Zölle und Verbrauchssteuern                                 | Ken Anderson     | LP       | 10. Januar 1968 – 28. Februar 1968 |          |
| Minister für Repatriierung                                               | Colin McKellar   | CP       | 10. Januar 1968 – 28. Februar 1968 |          |
| Ministerin für Wohnraum                                                  | Annabelle Rankin | LP       | 10. Januar 1968 – 28. Februar 1968 |          |
| Armeeminister                                                            | Malcolm Fraser   | LP       | 10. Januar 1968 – 28. Februar 1968 |          |
| Bauminister                                                              | Bert Kelly       | LP       | 10. Januar 1968 – 28. Februar 1968 |          |
| Generalstaatsanwalt                                                      | Nigel Bowen      | LP       | 10. Januar 1968 – 28. Februar 1968 |          |
| Marineminister                                                           | Don Chipp        | LP       | 10. Januar 1968 – 28. Februar 1968 |          |
| Innenminister                                                            | Peter Nixon      | LP       | 10. Januar 1968 – 28. Februar 1968 |          |
| Assistant Minister für Tourismus im Ministerium für Handel und Industrie | Don Chipp        | LP       | 10. Januar 1968 – 28. Februar 1968 |          |
| Assistant Minister im Schatzministerium                                  | Peter Howson     | LP       | 10. Januar 1968 – 28. Februar 1968 |          |